# مركزية إفريقية
المركزية الأفريقية أو الأفروسنتريك (بالإنجليزية: Afrocentrism)‏ هو نموذج فكري يسعى إلى تسليط الضوء على الهوية والمساهمات الخاصة للثقافات الأفريقية في تاريخ العالم. يجادل الأفروسنتريك بأن المجتمع العلمي الغربي يستهين بالحضارات الأفريقية، ويشارك -بوعي أو بدون وعي- في مؤامرة لإخفاء المساهمات الأفريقية في التاريخ.
بدأت بالظهور منذ عشرينيات وثلاثينيات القرن العشرين، وتتمركز خاصة في الولايات المتحدة الأمريكية عند الأفارقة الأمريكيين، وأصبح لها انتشار واسع بين الجاليات الإفريقية جنوب الصحراء في أوروبا، وبين الأفارقة جنوب الصحراء وعند الأقليات السوداء في شمال أفريقيا والشرق الأوسط.
يؤيد أنصار المركزية الإفريقية عدة ادعاءات مثل أن مساهمات الأفارِقة السود قد تم التقليل من شأنها أو تشويه سمعتها كجزء من إرث الاستعمار وعلم أمراض العبودية المتمثل في "إخراج الأفارقة من التاريخ". من بين أكبر النُقّاد للنزعة المركزية الأفريقية ماري ليفكوفيتز، التي رفضتها باعتبارها تاريخ زائف، وانها أسلوب عنيد يتجاهل الحقائق. ويدعي كلارنس إي ووكر أنها مثل المركزية الأوروبية لكن بنسخة إفريقية.

## الخلفية
تعود أصول المركزية الأفريقية إلى مجموعة أعمال المثقفين الأفارقة في الشتات في أواخر القرن التاسع عشر وأوائل القرن العشرين، وذلك بعد التغيرات الاجتماعية في الولايات المتحدة وأفريقيا بسبب نهاية العبودية وانسحاب الاستعمار. بعد الحرب الأهلية الأمريكية، اجتمع الأمريكيون الأفارقة في الجنوب معًا ضمن مجتمعات هربًا من سيطرة البيض وأنشأوا تجمعات كنسية خاصة بهم وعملوا بجد للحصول على التعليم. تمكنوا من القيام بأدوار عامة أكثر نشاطًا على الرغم من التمييز الشديد والفصل العنصري. كان المثقفون الأمريكيون والأفارقة يتطلعون إلى الماضي الأفريقي لإعادة تقييم ما حققته حضارتهم وما تعنيه للمجتمع المعاصر.
خضعنا إلى حوالي أربع إلى خمسمائة عام من الهيمنة الأوروبية الصارمة على المفاهيم الفكرية والأفكار الفلسفية. إذ تم إدراج أفريقيا وآسيا تحت مختلف عناوين التسلسل الهرمي الأوروبي. عندما نشبت الحرب بين القوى الأوروبية، أُطلق عليها اسم الحرب العالمية وسرعان ما وجد الآسيويون والأفارقة أنفسهم إلى جانب قوة أوروبية أو أخرى. كان هناك هذا الشعور بالحزم حول الثقافة الأوروبية التي تقدمت مع القوى التجارية والدينية والعسكرية في أوروبا.

- موليفي أسانتي، محو طابع التواصل الغربي: استراتيجيات لتحييد الأساطير الثقافية.
بصفتها أيديولوجية وحركة سياسية، تميزت المركزية الأفريقية بنشاطها في البداية بين المثقفين السُّود والشخصيات السياسية والمؤرخين في سياق حركة الحقوق المدنية الأمريكية. وفقًا للأستاذ الأمريكي فيكتور أوجيجيوفور أوكافور، فإن مفاهيم المركزية الأفريقية تكمن في جوهر التخصصات مثل الدراسات الأمريكية الأفريقية، في حين يدعي ويلسون جيريمياه موسى أن جذور المركزية الأفريقية ليست أفريقية بشكل حصري:
على الرغم من انتقادات الشوفينيين الإثنيين وغيرهم من الأشخاص المتحيزين، تظل مساهمات العلماء البيض حقيقة واقعة، مثل بواس ومالينوفسكي وهيرسكوفيتس، بالنظر إلى كونها أساسية في تشكيل الأفكار التي نصفها اليوم بأنها مركزية أفريقية... لطالما قدر طلاب التاريخ الأفريقي والأمريكي من أصل أفريقي المفارقة القائلة بأن الكثير مما نسميه الآن المركزية الأفريقية قد تم تطويره خلال ثلاثينيات القرن العشرين على يد الباحث الأمريكي اليهودي ميلفيل هيرسكوفيتس.

- ويلسون جيريمياه موسى، مسودة تاريخية حول المركزية الأفريقية.
في عام 1987، نشر مارتن برنال كتابه أثينا السوداء، الذي ادعى فيه أن اليونان القديمة كانت مستعمرة من قِبَل الغزاة الشماليين الذين اختلطوا مع مستعمرة أنشأتها فينيقيا (لبنان الحديث). تتمثل إحدى الموضوعات الرئيسية للعمل في الإنكار المزعوم من قِبَل الأوساط الأكاديمية الغربية للتأثير الأفريقي و(الغربي) الآسيوي على الثقافة اليونانية القديمة.